# 淺灘衝浪
淺灘衝浪（Skimboarding），又稱沙板，是在沙灘淺水區域從事類似衝浪技巧的運動，或者也可以解釋沙灘和板類運動的結合。就像其他許多水上板類運動一樣（衝浪、滑水、風浪板、風箏衝浪、划槳衝浪…等），淺灘衝浪這項運動是由淺水區域的沙灘、以及水上運動玩家與沙板所組成的一項運動，當然這活動絕對是屬於水上板類運動的其中一種，跟其他水上板類運動一樣初期所使用的板子都為木板所製作的，現在多數看到的沙板外觀較為類似衝浪板，但和衝浪板相比較下，卻又比衝浪板短小且輕薄，也沒有衝浪板擁有的尾舵和腳繩，淺灘衝浪的玩法有部分類似衝浪也有些卻類似滑板，比較像似衝浪與滑板的結合，玩家需將板子丟在沙灘上淺水區域，運用助跑賦予的速度使板子前進，藉此上板順著淺灘的水面滑行出去，享受騎乘在沙板上所帶來的凌駕感樂趣。

## 起源
淺灘衝浪或衝沙運動的源起可回溯到1920年代末期，在美國加州的拉古納海灘，當地的救生員想用一種簡單的方式橫跨海灘，自此發展成為一種海上極限運動。在當時救生員使用木頭合板作為淺灘衝浪板，在海岸邊的薄水的沙灘上滑行，如同其他水上運動一樣在初期裝備的設計都是較簡單的，因此在當時的淺灘衝浪板形狀僅就只是簡單的圓弧形狀，也就是一片很常見的木頭合板，但因缺乏設計，所以較不容易操控。
1960年代初期，淺灘衝浪板的形狀有了些許的變化，淺灘衝浪板的兩端除了原本的圓弧型外，多了翹度（Rocker）與板頭、板尾之分。
到了1970年代初期，淺灘衝浪板的形狀漸漸與衝浪板類似，並且也開始使用不同的材質製造，除了原本的木頭合板之外，也多了玻璃纖維與近期的碳纖維這兩種主要材質。淺灘衝浪運動從1920到1970年的演進，也比較的正式的進入了一個分支的開始，主要的因素是因為玩法、材質與地點性質的不同，形成了Wave Skimboarding與Flatland/Inland Skimboarding兩個分野，也就是我們所說的乘浪玩法跟淺灘玩法，這兩種的玩法從這時期後就開始朝向不太相同的領域發展。
在1970年代的中期至1980年代晚期，衝沙活動在這進入了大躍進的時代，幾乎人人都聽過拉古納海灘，在拉古納海灘的小孩也幾乎都有淺灘衝浪的經驗，淺灘衝浪領域裡有很多很有名的代表性人物也都是來自於這個世代的，淺灘衝浪的風潮也藉此蔓延到了媒體界，知名淺灘衝浪選手Tom Trager的照片甚至登上當時赫赫有名的運動雜誌《運動畫刊》的封面，可以想像的是，淺灘衝浪這個運動曾經是那時代中人人討論的話題呢。
在1980年代的末期到1990年代的初期，很可惜的淺灘衝浪這項運動似乎沉寂了一段時間，感興趣的人少了很多，但到了1990年代中期，就像時尚界的流行一樣，淺灘衝浪運動風氣又盛行回來了，並且年年已驚人的速度成長，隨著時間的發展，淺灘衝浪甚至有了自己的雜誌以及專屬網站，像是Skim Online (1994) 與 SKIM Magazine (1999)，都是淺灘衝浪很重要的一個推手。
在台灣對於淺灘衝浪的起步相對比歐美國家晚非常多，自2006年開始才有在台灣各海岸線萌芽，但初期接觸交流的人都比較少，因此則形成各區域推廣此運動的模式，當時最能知道的學習方式莫過於從網路上看影片學習，但隨著這活動時間的增加以及人數的壯大之後，各地的板友們開始相互接觸並互相學習討論，並且也有玩家引薦國外來的選手們從事淺灘衝浪運動的教學指導，大約從2009年台灣淺灘衝浪運動就開始就有著人數上的倍增，許多的台灣各地玩家也在各海域不斷的精進自己的技術以及推廣這項運動。

## 运动地點與地形的选择
淺灘衝浪通常適合這活動的地點主要是發生於海岸邊或是沙灘退潮後所留下薄水區的平灘潮間帶，當然地點種類與挑選還是有很多變化，基本上初學只要有比較平坦的沙灘和薄水面就可以很快的享受到此項運動所帶來的樂趣，初學大約一兩個小時就可以上手了，進階的玩八有兩種不同的玩法：一種是屬於平灘的玩法，這種玩法的場地需求就比較類似初學所使用的場地一樣平坦但又須有薄到腳踝左右的薄水區域，另一種玩法則稱為乘浪玩法，進階玩家在選擇這種的地形就會與初學所使用的地形有較大的不同，玩家們會選擇有斜坡的沙灘地形或者是近灘有拱起捲浪的沙灘地形，藉此享受類似衝浪回浪以及其他進階動作所帶來的極限快感。

## 装备

### 穿著
- 春秋：
  - 上衣：半身防寒衣、背心式防寒衣
  - 褲子：衝浪褲、海灘褲、泳褲或者玩水的短褲即可（切勿穿牛仔褲或遇水後會變重且不方便活動褲裝）
  - 全身；短袖短褲式全身式防寒衣、短袖長褲式全身式防寒衣

- 夏天：
  - 上衣：防磨衣、水母衣或者薄的短袖Ｔ桖，可稍微防曬且通風的衣物
  - 褲子：衝浪褲、海灘褲、泳褲或者玩水的短褲即可（切勿穿牛仔褲）

- 冬季：
  - 全身：厚的長袖長褲全身式防寒衣

其他外露的四肢與頭，也有手套、膠鞋子以及頭套作為保暖的設施

### 淺灘衝浪板與配備
- 材質：木板、木板包覆玻璃纖維、玻璃纖維epoxy、e-glass、s-glass、碳纖維carbon
- 止滑墊：前止滑墊、後止滑墊
- 蠟：底蠟、面蠟、彩色蠟

## 玩法
淺灘衝浪的玩法簡單的敘述就是，由玩家帶著淺灘衝浪板前進，在達到個人覺得合理且舒適的速度後將板子向前丟出，使板子滑行於沙灘薄水區域上並可順勢向前，再請配合板子滑行的速度與自己的步伐，順著所丟出板子的行進的方向，踏上至板子上，讓玩家站上板子順著水面向前滑行，接著重心放低、膝蓋彎曲，維持平衡在板子上即可體驗到沙板滑行的快感，當然親自到海邊體驗衝沙帶來的樂趣絕對是最快學習淺灘衝浪的最好方式，其實淺灘衝浪運動還有很多技巧的延伸，以及不同玩法，以下就為大家介紹淺灘衝浪的兩種玩法。

### 淺灘玩法Flatland/Inland Skimboarding
淺灘衝浪初學的上板技巧不論哪種玩法其實都是一樣的，但在淺灘玩法中使用前腳上板的人數與使用後腳上板的人數比例是一樣的，Flatland淺灘玩法其實有點像似滑板，其特技跟滑板比較相似有轉板、豚跳、轉圈…等技術動作，發展到後期Flatland也出現了滑竿(Rails)與斜坡跳台(Ramp)或者水管、鐵杆等障礙物，也因如此將Flatland的玩法發展推展到另一波高峰。

### 乘浪玩法Wave Skimboarding
乘浪玩法中使用後腳上板的人數相對比前腳上板的比例是高非常多的，主要是乘浪玩法到後期的技術後腳先上板者會比較有極大的優勢，Wave的玩法有很多動作都比較像似衝浪的動作，主要玩家是選擇打到岸邊成型的浪，借由沙板滑行出去做接浪回浪，而回浪後接續著像衝浪運動的側跑或者鑽浪管等動作，有很多玩家在出去接浪或者回浪後有很多的技術動作都與滑板運動類似，例如躍浪Jump、豚跳Ollie、轉板Shuvit…等，都是Wave玩法相當有趣且吸引人的技術，這也是至今乘浪玩法吸引玩家的地方，因為這種吸引力造就了乘浪玩法在淺灘衝浪運動裡與淺灘玩法相比較下是多佔多數的重要原因之一。

### 淺灘玩法和乘浪玩法兩者都可以玩其他更高技術的玩法
Ollie(豚跳)、BackSide Ollie 180 (背轉豚跳180度)、FrontSide Ollie 180 (面轉豚跳180度)、Shifty、360 Shuveit (轉板360度)、Big Spin (大迴旋)…等技術性玩法，這些技術的延升或者提升就等玩家們再度超越極限創造與開發了。

## 安全與注意事項
在台灣近年來有越來越多人開始接觸淺灘衝浪這項運動，很多新手在有經驗板友的教導下，漸漸能學到正確的安全防護與動作，讓接觸到淺灘衝浪的朋友們很快的就能享受到淺灘衝浪所帶來的樂趣，但卻很少人會去教導新手，關於從事淺灘衝浪運動所需要注意的事項以及安全規範。在台灣海邊從事這類運動的板友越來越多，也常有搶浪的情形以及千均一法的危險現象發生，當然安全宣導的最主要目的也是希望大家來海邊都能玩的開心，並安全的享受這活動的樂趣避免受傷的情形發生，以下幾點是在淺灘衝浪運動內所需的安全注意事項。
1. 不管你有沒有操控板子前進方向的能力，當你的前方有戲水人群或者孩童或板友時，請放棄或避開，不要對著人衝，因為從事淺灘衝浪運動的你極有可能會摔倒，板子射出去會傷害到其他的遊客或者板友。
2. “右跑與左跑對衝時”，起跑時，先注意跟你對衝方向的其他板友是否也要下同一道浪，假使有，後跑者則需自動放棄這道浪，或者在跑的過程中，要確定雙方彼此能交錯過。
3. “同方向時”，若有跟你同方向的板友也跟你要衝同一道浪時，此時要確保你們之間的間距有3-5公尺以上的安全距離，又能了解彼此跑的方向是跟你平行，則可共享同一道浪，若彼此的間距是少於3公尺時，後面起跑的玩家，則需自動放棄這道浪。
4. 直去者與直去者跑的方向視為平行則可享受同一道浪，但彼此間需有一定的安全距離。
5. 斜跑者與直去者若站的方向不同則容易發生危險，以右跑為例，直去者應該站在斜跑者的左方則可同時衝同道浪。
6. 看準浪後，並於起跑前先知會一下與你相近的板友，大伙取得共識後就可以避免很多不必要的受傷。
7. 倘若你不是很會看浪者，那你可以詢問其他板友如何看浪選浪挑浪，找到屬於適合自己的步伐與追的到的浪。
8. 新手切勿跟著其他板友看好要衝的浪，然後跟著他的速度一起衝出去，也許先衝出去的是老手，而他上板的時間點和成功率比較高，萬一自己上板失敗摔倒撞到其他板友則容易造成許多不可預期的傷害，或者前方板友發生無預期的動作，則反應不及的你，將也會有危險的情形發生。
9. 衡量自身的能力，不要硬是要去跟大自然的力量對抗，或許每個人都想挑戰大浪每個人都想玩的很盡興再鐵腿的回家，但！下水條件不好時，該放棄就放棄，例如：颱風時，風大時，管制時，海裡面有漂流木時，以及遠遠超越你能負擔的起的浪時，這些都可以由你自己做主，這點我相信身為一個玩家是很知道自己是在什麼時候什麼狀況該做什麼的事情。
10. 沒有玩過淺灘衝浪板的新手，請找有經驗的板友幫忙教學入門，不要自己亂玩亂嘗試，很容易受傷的，別看著別人衝刺很快自己就想著可以一步登天，你看到的這些人也是經過好幾年的摔以及不斷的練習才能在速度兼具下成功且輕鬆的站在板子上的。
11. 有經驗的板友在對新手教學時，也可以告知或教導上述要注意的安全事項，讓新接觸的板友們更知道相關的知識。
12. 不會游泳或不黯水性的板友，要是板子落海往外飄，評估自己的能力後，不要自己硬是要下去檢板子，可以請會游泳或黯水性的板友幫忙。
13. 對於無法接受上述安全觀念者，板友們則會主動避開你，減少跟你衝撞的機會，以免造成共識上的問題與受傷！

## 運動傷害
在每一次從事淺灘衝浪運動過程中都有機會面臨到不同的運動傷害。雙腳的骨折與脫臼是一種常見的傷害，這類傷害往往要付出龐大的醫療照顧與時間復元。劃傷、扭傷腳踝和擦傷也是常見的傷害，而這類型的傷害來常來自於執行高難度動作時板子與本身的接觸時間不合所造成的，或者在從事運動時沙灘上的岩石、破木及任何阻礙物都有可能造成相關的傷害。再者，當玩家奔向海浪且於浪頭上時跳上衝沙板，大腿會做出極端的移動而導致大腿部的肌腱以及膝蓋周圍部分的受傷。但是，相較於其他的水上運動，溺斃在淺灘衝浪運動中極少見的，因為淺灘衝浪運動是在淺水域中執行，但是相對的摔倒也是在所難免的，所造成脖子的損傷的機率反而會因為淺水區的大浪的強度來提高損傷的程度。
淺灘衝浪運動的危險研究曾經英國期刊中發表，根據英國健保服務信託基金會(NHS Trust)中的皇家康瓦爾醫院記錄，於2003年5月至9月的五個月期間之內，一共有十名玩家遭受骨折傷害，其中為12-31歲的八名男性，平均年齡為18.7歲，且身體左右兩側受的骨折的機率是相同的。八個骨折的病患集中在下半身，大多是脛骨遠短骨折或是足部中間骨折。六名骨折傷患必須住院治療。
許多傷害也是來自於長期的淺灘衝浪運動，包括慢性骨折，長期腳痛和脛骨夾板症。但這些運動傷害都可以藉著每次運動前後的身體伸展以及保養來達到預防的效果。有些傷害則是當玩家駕著衝沙板回到沙灘時，意想不到的事故往往發生在一瞬間，讓玩家跌倒撞入龐大的沙子內。因此多種的頭傷部創傷來自大面積刮，挫傷或是腦震盪。同時，因為大量的細沙卡在身體內而使身體產生極端不適。
這些都是從事淺灘衝浪運動有可能造成的傷害，畢竟這是運動而且算是極限運動，只要是運動都會有運動傷害，只是在個人的防護與預防保養措施才可舒緩釋放其中累積在身體裡的傷害能量，將身體負擔減至最輕，提高玩家從事此極限運動的時間與執行動作上順暢度。

## 競賽
不同的地區都有著每個地區所舉辦的大大小小淺灘衝浪競賽，淺灘衝浪競賽不單純只是在玩家之間建立相關的排名，同時也提供各家廠商在對於淺灘衝浪領域行銷的機會。在北美有兩個主要的組織所舉辦的比賽，分別是” United Skim Tour(簡稱UST)”與” Skim USA”。近年來，UST已演變成是專業級玩家的錦標賽，而Skim USA則是專為業餘玩家舉辦。其他的賽事有很多也都分別隸屬在這兩大組織底下，Skim USA賽事的比賽都會有不同專門級別。然而在比賽中得名，也是一種讓職業選手或得名選手和其贊助公司可藉此將產品推向市場的一種重要方式。
歐洲方面，歐洲淺灘衝浪相關的聯盟於2009年開始將此運動競技提升至世界級的競賽。這對歐洲的淺灘衝浪運動是個非常重要的時刻。而2009年和2010年聯賽冠軍得主分別為Emanuel (Mega) Embaixador和Hugo Santos。聯賽主要分四個分站，大多集中在夏天的季節中，但是其中英國與西班牙站是非暑假期間。這四個分站由葡萄牙、法國、英國和西班牙，每一個分站都是位於這世界上最適合衝沙運動的地點。其中英國站舉辦於康瓦爾Cornwall郡紐奎鎮Newquay的Tolcarne Beach，是一個很有名的海灘也是個著名的聖地，該地也是英國聞名的楔型灣地形，培育出很多衝浪、趴板還有沙板的歐洲玩家。
維多利亞世界冠軍賽(Victoria World Championships)在過去是全世界的職業玩家眼中最重要的賽事，但是現今已被United Skim Tour(簡稱UST)導入積分制。大多數的比賽都被提早設定好舉辦的日期，比賽場次日期與上場賽事都有間隔，也有一些比賽是辦在各選手等待下個賽事之間的活動，像是 Vilano Throw Down或是華盛頓州Dash Point State Park的DB Pro-AM。
台灣的淺灘衝浪競賽是在2009年開始的，當時的地點是在旗津沙灘上舉行，接著2010年也在旗津沙灘上舉辦第二次淺灘衝浪競賽在當時大家都稱這為沙板大賽，2011年開始淺灘衝浪的競賽移師到墾丁大灣海域舉辦，在當時所採用的評分標準有趨近UST正式比賽的標準去評分，採用的評審也是從UST賽中的佼佼者邀請來台當評審評分，還有2013年墾丁的淺灘衝浪賽事進入新的階段，除了分組制度上有改變之外，也開始有著更多其他國家的玩家來參賽，比賽的評分也較高標準，相對的參賽的台灣玩家們也能從中獲取到更多寶貴的參賽經驗。

## 相關產業
隨著淺灘衝浪運動在國際上的發展耀眼，許多相關的公司都會讓這項運動發展成為更有競爭力的產業，以滿足各地玩家對於淺灘衝浪板品質與便宜價格上的要求。每間公司都有自己專屬的選手及玩家，藉由比賽推廣該公司相關產品及從選手提供的使用意見中得知如何幫助自家品牌的板子性能提升，該公司也會對於他的職業選手在每一次的巡迴賽中補助該名選手的花費，以利企業發展。大多數的選手或玩家都有自己隸屬的業餘或是職業隊伍，這些隊伍的成員都會在比賽期間內獲得淺灘衝浪板製造商的板子贊助或是補助花費。除了淺灘衝浪板的贊助之外還有其他週邊商品廠商的贊助例如：止滑墊、蠟塊、防寒衣、衝浪褲、衝浪背包、太陽眼鏡…等相關週邊商品，這些廠牌他們通常有業餘和專業的團隊幫忙，提供選手們所需相關的周邊設施，相對的從選手的形象提昇自己的企業形象，藉此達到互利。
目前在淺灘衝浪領域上最知名的三大龍頭公司分別為Exile Skimboards, Victoria Skimboards 與Zap Skimboards這三家公司。這三家公司所製造的板子市佔率非常高，占據了多數的市場，同時這三家公司也培育出很多知名的選手，每一個職業的選手每年都會期待在Cabo San Lucas舉辦第一個的春季正式賽來得到排名為自己的公司爭取。現今知名的選手有Bill Bryan、  Brad Domke、 Morgan Just、Grady Archbold、 James Lovett、 Sam Stinnett、Paulo Prietto、Brandon Sears、Austin Keen、Blair Conklin和 Brandon Rothe…等。

## 臺灣的淺灘衝浪
在台灣，淺灘衝浪最常聽到的叫法有衝沙、沙板、淺灘滑板、淺灘衝浪、滑沙，...等。目前在台灣統計最常被使用的兩種說法是淺灘衝浪與沙板，在搜尋引擎上也可以用上述所提到的中文關鍵字詞和以下提到的幾種英文關鍵字搜尋，例如skim、skimboard、skimboarding等相關的字詞都可以搜尋到許多的國內外相關的網站與介紹。

### 台湾冲浪地点
- 基隆市：基隆外木山海灘　福隆海水浴場　萬里沙灘
- 新北市：萬里核二廠　萬里翡翠灣　淡水沙崙海水浴場　淡水洲子灣　石門白沙灣　金山砂珠灣
- 桃園市：竹圍海水浴場　永安海水浴場　觀音海灘
- 新竹縣：新豐紅毛港　竹北新月沙灘　港南海水浴場
- 苗栗縣：竹南假日之森 松柏港 通霄海域  苑裡漁港
- 臺中市：大安濱海樂園 高美濕地(現因法令關係已禁止進入)
- 臺南市：安平橋下 安平馬場
- 高雄市：旗津海水浴場 (廣濟宮 慈賢宮 颱風限定款 貝殼館 舊壘球場)  　西子灣 茄萣濱海公路
- 屏東縣：墾丁大灣　墾丁南灣　墾丁白沙灣　墾丁風吹沙
- 臺東縣：杉原（美麗灣）　金樽海灘　小馬沙灘　烏石鼻海灘　都蘭沙灘
- 花蓮縣：磯崎海灘
- 宜蘭縣：頭城烏石港　頭城協天宮臭水沙灘　壯圍海灘　雙獅海灘
- 澎湖縣：嵵裡沙灘　山水沙灘

## 外部連結
- Skim UK - The UK's Official Skimboarding Association
- Skim swe - sweden skimboard team
- The United SkimTour - Non-profit professional skimboard tour （页面存档备份，存于）
- Outdoor Board Sports - Info Guides & Resources on Skimboarding
- SkimOnline - Choosing the Right Type of Skimboard （页面存档备份，存于）
- BATARDUBREAK - Worldwide Skimboarding Action （页面存档备份，存于）